# Faro (Pará)
Faro is een gemeente in de Braziliaanse deelstaat Pará. De gemeente telt 19.585 inwoners (schatting 2009).

## Geografie

### Hydrografie
De plaats ligt aan de rivier de Nhamundá. De rivier maakt een groot deel uit van de staatsgrens. De Igarapé do Socorro vormt een deel van de gemeentegrens.

### Aangrenzende gemeenten
De gemeente grenst aan Oriximiná, Terra Santa en Nhamundá (AM).

### Beschermde gebieden

#### Inheemse gebieden
- Terra Indígena Nhamundá/Mapuera
- Terra Indígena Trombetas/Mapuera

#### Bosgebied
- Floresta Nacional de Saracá-Taquera

## Verkeer en vervoer

### Wegen
Faro is via de hoofdweg PA-254 verbonden met Terra Santa.

### Waterwegen
De plaats heeft een veerdienstverbinding met Terra Santa.